# David Bergström
David Kristian Bergström, född 5 november 1858 i Brunneby församling, Östergötlands län, död 3 februari 1946 i Danderyds församling, Stockholms län, var en svensk politiker (liberal) och publicist. Han var son till slussinspektören Christian Bergström och Sofia Dahlgren.
David Bergström var medarbetare i Dagens Nyheter 1883–1884 och 1892–1893 samt därefter medarbetare i Aftonbladet från 1894. Han var redaktör för och utgivare av studentföreningen Verdandis småskrifter från 1888. Vidare var han Svenska Journalistföreningens (nuvarande Svenska Journalistförbundets) förste ordförande 1902–1905 och spelade den ledande rollen vid dess grundande. Han blev filosofie doktor i statsvetenskap vid Lunds universitet 1892.
Bergström var en av de tongivande liberalerna under 1900-talets första decennier och var starkt engagerad i rösträttsfrågan, bland annat som ordförande för Sveriges allmänna rösträttsförbund. Han betecknades i sin samtid som "den svenska rösträttsrörelsens mest energiske ledare" (Aftonbladet). Han var riksdagsledamot 1894–1907 (i andra kammaren för Stockholms stads valkrets) samt 1912–1915 och 1925–1932 (i första kammaren, 1912–1915 för Östergötlands läns valkrets och 1925–1932 för Östergötlands läns med Norrköpings valkrets). Han anslöt sig sina första riksdagsår till Folkpartiet och från 1900 till Liberala samlingspartiet. Vid den liberala partisplittringen 1923 kvarstod han med Frisinnade landsföreningen och ingick således i riksdagsgruppen för Frisinnade folkpartiet under sin sista riksdagssejour.
Bergström var konsultativt statsråd 1905–1906 samt krigsminister 1911–1914 i regeringen Staaff II och därmed Sveriges förste civile krigsminister. Han fick riksdagen att anta förslag om försöksmobilisering (1912), arméns vinterutrustning (1913) och ordnandet av landstormsförråd (1913). Regeringen avgick efter att offentligt ha kritiserats av kung Gustaf V i borggårdstalet för att satsa för lite på försvaret.
Under mellantiden mellan statsrådsbefattningarna var Bergström generalkonsul i Helsingfors 1907–1911 och erhöll 1916 generalkonsulatet i Montréal samt var 1918–1922 envoyé i Tokyo och Peking. Han utgav också flera skrifter, bland annat Den kommunala rösträtten (1915).